# Deutsche Zoofachmesse
Die Deutsche Zoofachmesse (kurz: DeZooFa) war eine zweijährlich stattfindende Fachmesse für Heimtier-Bedarf. Die DeZooFa wurde erstmals im Jahr 2000 von der Wirtschaftsgemeinschaft Zoologischer Fachbetriebe (einer Tochter des Zentralverbandes Zoologischer Fachbetriebe) in den Rhein-Main-Hallen in Wiesbaden veranstaltet.
Auf der DeZooFa 2005 präsentierten 155 Aussteller den über 3500 Fachbesuchern auf einer Netto-Ausstellungsfläche von 5756 m² ihre Produkte für Heimtiere. Der Anteil ausländischer Aussteller betrug 14 %, der an ausländischen Fachbesuchern vier Prozent.
Die immer im Jahr zwischen zwei Interzoo-Messen stattfindende Fachmesse soll vor allem die Bedürfnisse des deutschen Zoofachhandels berücksichtigen und insbesondere den Tierschutz sowie den Dialog zwischen den an der Heimtierhaltung interessierten gesellschaftlichen Gruppen fördern.
Nachdem nach der Veranstaltung 2007 zunächst eine Neukonzeption geplant war, musste die DeZooFa 2009 abgesagt werden.
Der Veranstalter konzentriert sich zunehmend auf die Förderung der Aus- und Weiterbildung sowie die Schaffung eines klaren Berufsbildes, zum Beispiel Zoofachwirt o. Ä.